# 스펙트럼 대역 복제
스펙트럼 대역 복제(spectral band replication, SBR)은 사람이 상대적으로 감지하기 힘든 대역인 고주파 대역에 저주파 대역을 복사하여 붙여넣어 저 비트레이트로 넓은 대역폭을 만들려는 기술이다. 압축률이 높은 저 비트레이트용 코덱인 HE-AAC에서 사용하고 있는 기술이며,고음의 윤곽선은 가청주파수 내에서 잘 따라가지만 하모닉과 같은 것의 표현에는 약하다는 단점이 있다.

## 같이 보기
- MPEG-4 파트 3